# Erioptera pallidivena
Erioptera pallidivena är en tvåvingeart som beskrevs av Alexander 1938. Erioptera pallidivena ingår i släktet Erioptera och familjen småharkrankar. Inga underarter finns listade i Catalogue of Life.